# Energia solar

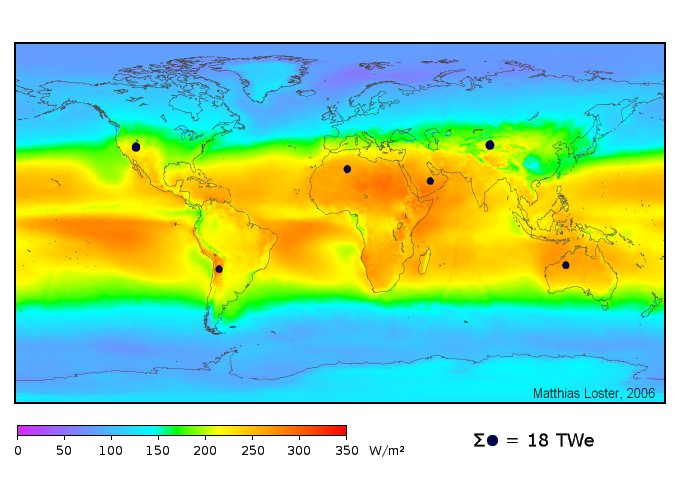
Irradiació solar mitjana al món

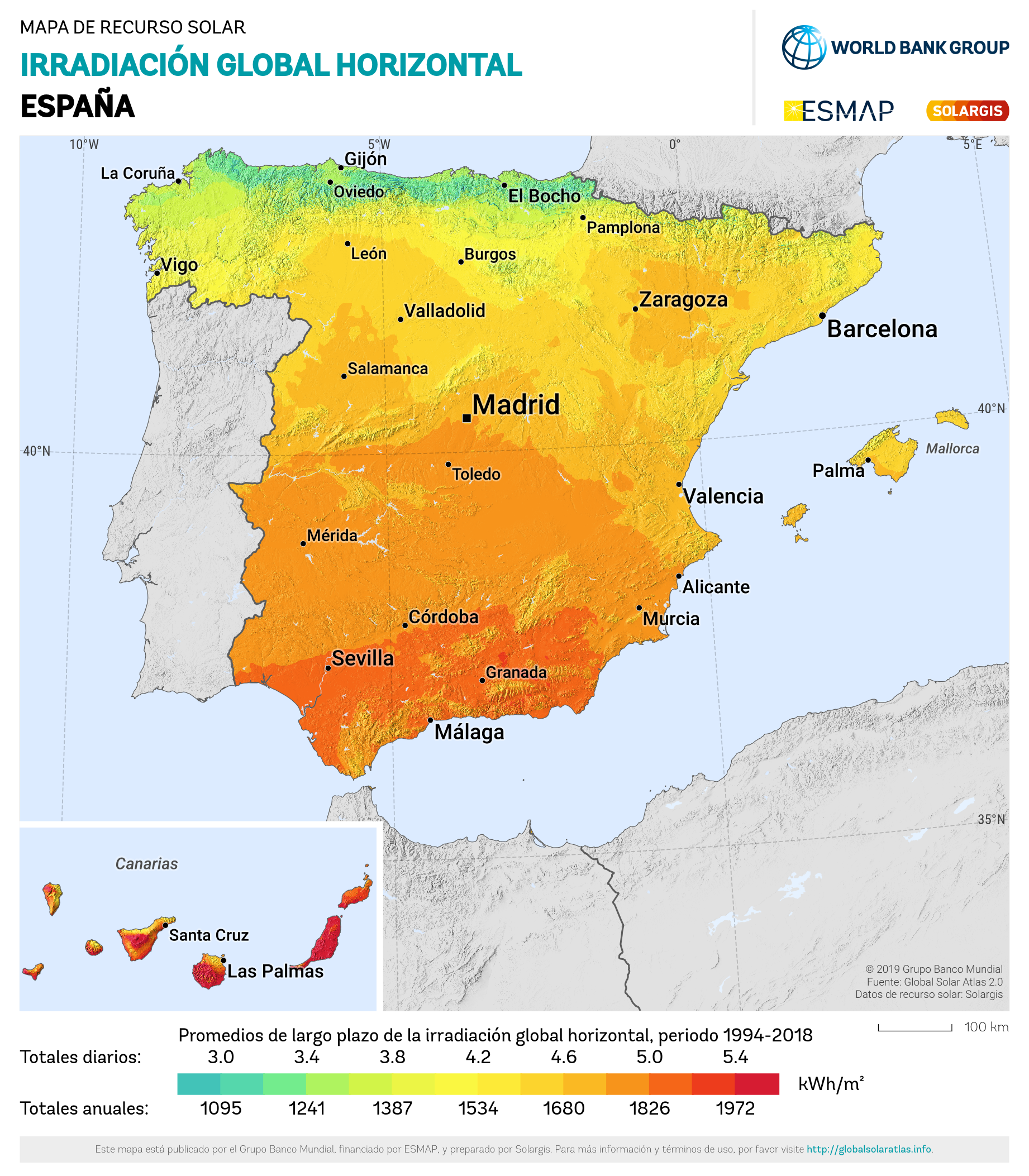
Irradiació solar a l'Estat espanyol

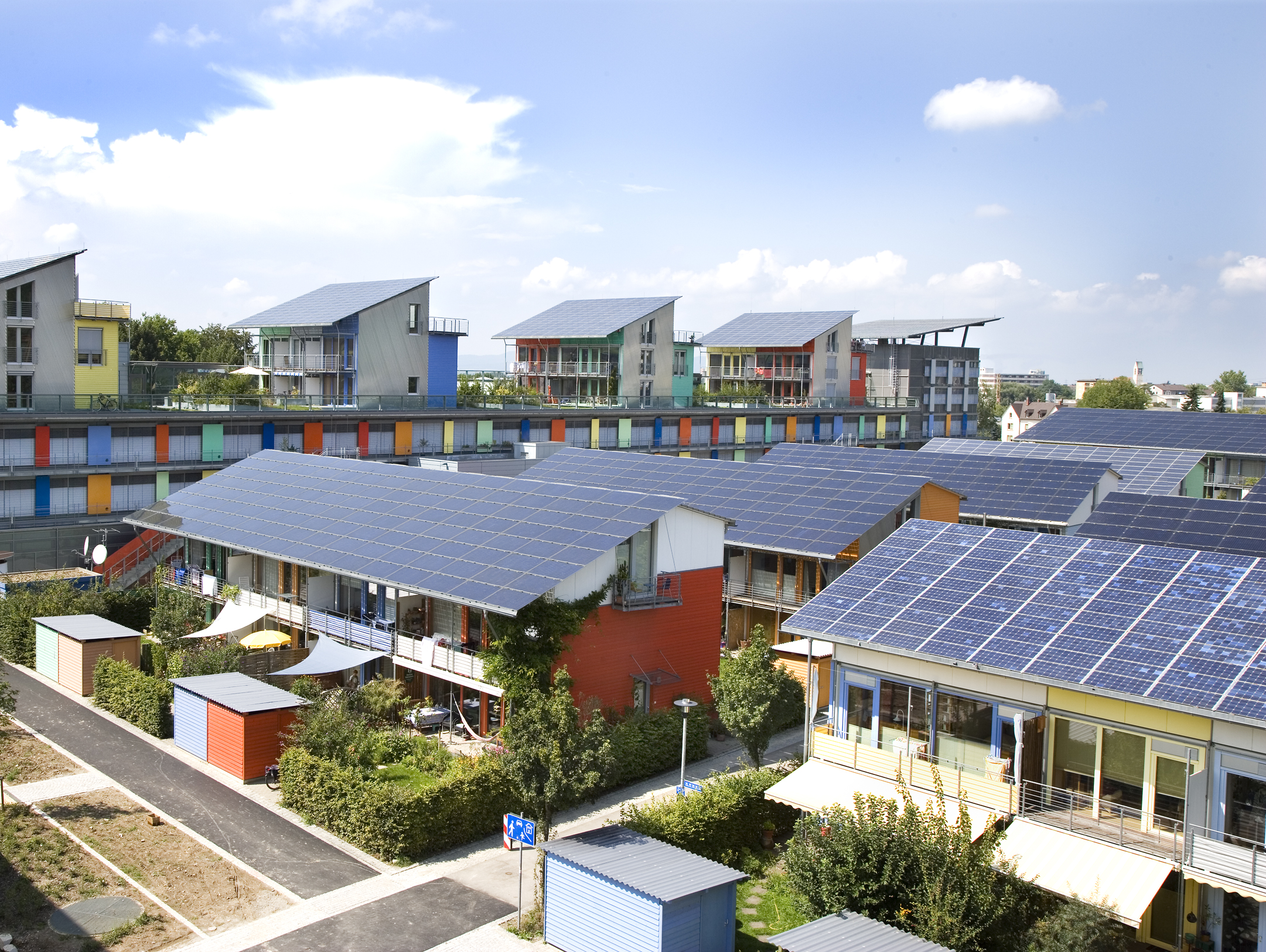
Habitatges sostenibles alimentats mitjançant energia solar fotovoltaica al barri solar de Vauban (Friburg, Alemanya).

L'energia solar és l'energia que prové del Sol en ones electromagnètiques. La utilització d'aquesta energia per a fins humans és renovable, ja que l'energia rebuda del Sol no canvia pel fet d'utilitzar-la.
La radiació té un valor de potència que varia segons el moment del dia, les condicions atmosfèriques que l'esmorteixen i la latitud. Es pot assumir que en bones condicions d'irradiació el valor és superior als 1.000 W/m² a nivell de la superfície terrestre.
La radiació és aprofitable en els seus components directament i difosa, o bé en la suma d'ambdues. La radiació directa és la que arriba directament del focus solar, sense reflexions o refraccions intermèdies. La difosa és aquella que està present a l'atmosfera gràcies als múltiples fenòmens de reflexió i refracció solar dels núvols, i la resta d'elements atmosfèrics i terrestres. La radiació directa és direccional i pot reflectir-se i concentrar-se, mentre que la difosa no, ja que és omnidireccional.
Es pot diferenciar en l'energia solar fotovoltaica i l'energia solar tèrmica. L'energia solar tèrmica es pot aprofitar convertint-la en electricitat o utilitzant-la sense transformació prèvia. L'energia fotovoltaica ha suposat un gran negoci per a molts inversors i avui en dia, algunes cases ja s'han dotat de plaques per no dependre de la xarxa elèctrica. L'avantatge de l'energia fotovoltaica és que no necessita una gran instal·lació per una bona eficiència en la producció d'electricitat.
- Energia solar fotovoltaica: Aprofitament per mitjans electrònics
- Energia solar tèrmica: Aprofitament per mitjans mecànics
  - Energia solar termoelèctrica: Processos de conversió en energia elèctrica.
  - Energia termosolar: Processos d'aprofitament directe de l'energia solar tèrmica
    - Forns solars d'alta temperatura
    - Cuina solar
    - Escalfador solar
      - Escalfador solar d'aigua
      - Escalfador solar d'aire

    - Arquitectura bioclimàtica

## L'energia solar en l'aviació
L'energia solar encara no es fa servir habitualment per a fer volar avions, a Espanya existeixen aeromodels, però no de grans dimensions. En altres llocs sí que s'han fet experiments amb aquest tipus d'energia. Hi ha models molt reeixits construïts en altres països, i en podríem anomenar dos, l'Helios i el Pathfinder. Tos dos dissenyats sota la tutela de la NASA, el primer va aconseguir el rècord d'altitud de 96.863 peus (uns 29,523 metres), i en un vol de proves de resistència, es va partir per culpa d'unes turbulències.

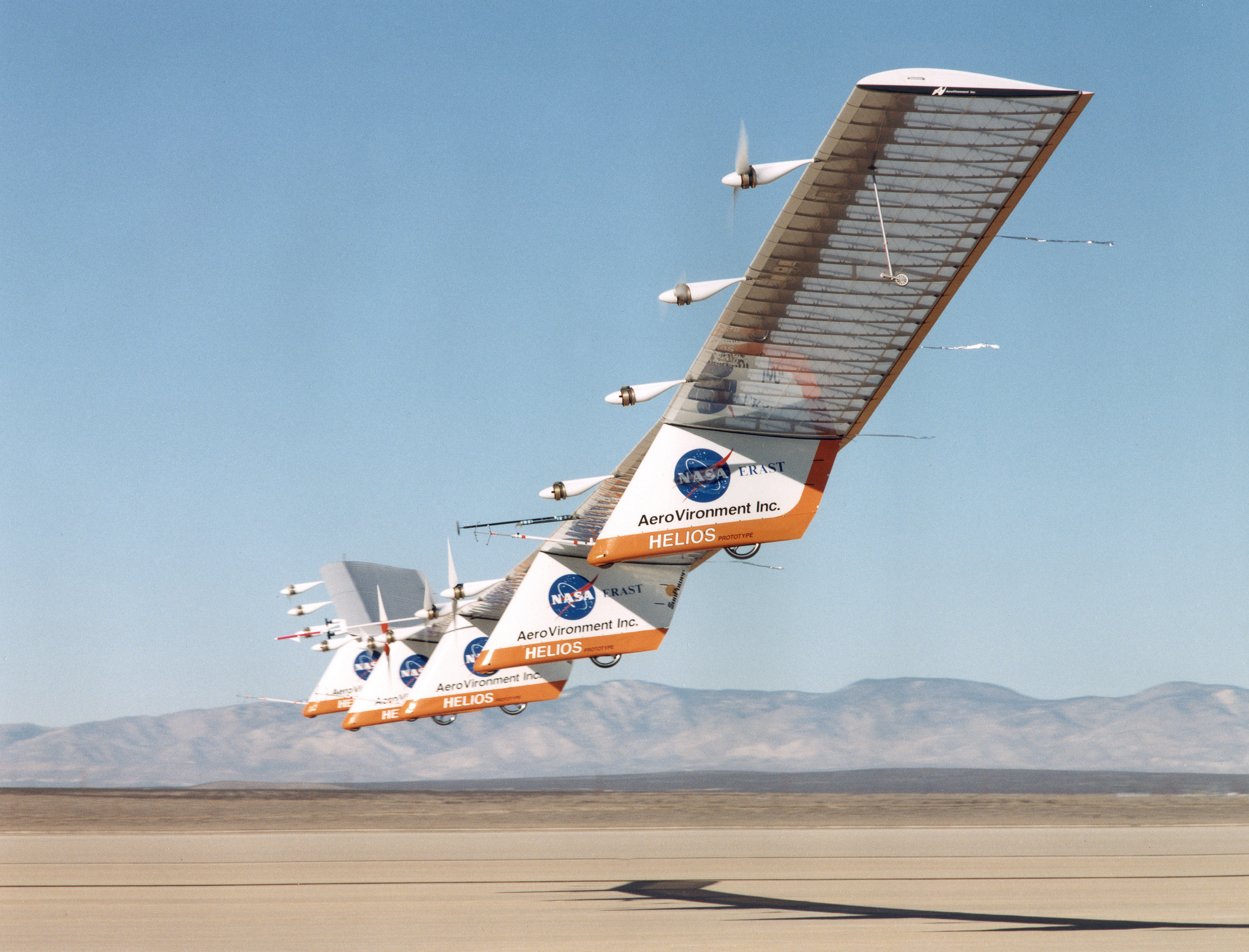
L'Helios l'altre avió mogut per energia solar

El primer a ser construït va ser el Pathfinder, és una mica similar a l'Helios, encara que es diferencia d'aquest en el fet que va pilotat per radiocontrol i tant els controls com els motors són abastits pel sol. Hi ha dues versions el Pathfinder de sis motors i el Pathfinder Plus de 8 motors, amb diferents longituds d'ala, mentre que el primer tenia 29,5 metres d'envergadura, el Plus arribava als 36,3 metres. El 6 d'agost de 1998 va aconseguir els 80.201 peus (uns 24.500 metres) d'alçària a Hawaii, servin després per diverses proves de radiocontrol i vols de llarga durada.
A Espanya només s'han pogut veure plaques solars en alguns ultralleugers per a l'alimentació dels aparells de comunicacions o de navegació, i en general importades

## Energia provinent del Sol

Aproximadament la meitat de l'energia provinent del Sol arriba a la superfície terrestre.

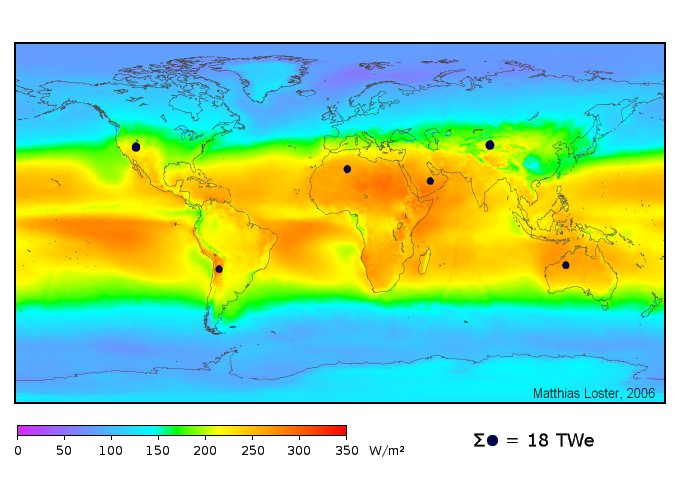
La instal·lació de centrals d'energia solar a les zones marcades en el mapa podria proveir una mica més que l'energia actualment consumida al món (assumint una eficiència de conversió energètica del 8 %), incloent la provinent de calor, energia elèctrica, combustibles fòssils, etcètera. Els colors indiquen la radiació solar mitjana entre 1991 i 1993 (tres anys, calculada sobre la base de 24 hores per dia i considerant la nuvolositat observada mitjançant satèl·lits).

La Terra rep 174 petawatts de radiació solar entrant (insolació) des de la capa més alta de l'atmosfera. Aproximadament el 30 % torna a l'espai, mentre que els núvols, els oceans i les masses terrestres absorbeixen la restant. L'espectre electromagnètic de la llum solar en la superfície terrestre ho ocupa principalment la llum visible i els rangs de infrarojos amb una petita part de radiació ultraviolada.

La potència de la radiació varia segons el moment del dia, les condicions atmosfèriques que l'esmorteeixen i la latitud. En condicions de radiació acceptables, la potència equival aproximadament a 1.000 W/m² en la superfície terrestre. Aquesta potència es denomina irradiància. Noti's que en termes globals pràcticament tota la radiació rebuda és remesa a l'espai (en cas contrari es produiria un escalfament abrupte). No obstant això, existeix una diferència notable entre la radiació rebuda i l'emesa.
La radiació és aprofitable en els seus components directes i difusos, o en la suma de tots dos. La radiació directa és la que arriba directament del focus solar, sense reflexions o refraccions intermèdies. La volta celeste diürna emet la radiació difusa a causa dels múltiples fenòmens de reflexió i refracció solar en l'atmosfera, en els núvols i la resta d'elements atmosfèrics i terrestres. La radiació directa pot reflectir-se i concentrar-se per a la seva utilització, mentre que no és possible concentrar la llum difusa que prové de totes les adreces.
La irradiància directa normal (o perpendicular als rajos solars) fos de l'atmosfera, rep el nom de constant solar i té un valor mitjà de 1.366 W/m² (que correspon a un valor màxim en el periheli de 1.395 W/m² i un valor mínim en l'afeli de 1.308 W/m²).
La radiació absorbida pels oceans, els núvols, l'aire i les masses de terra incrementen la temperatura d'aquestes. L'aire escalfat és el que conté aigua evaporada que ascendeix dels oceans, i també en part dels continents, causant circulació atmosfèrica o convecció. Quan l'aire ascendeix a les capes altes, on la temperatura és baixa, va disminuint la seva temperatura fins que el vapor d'aigua es condensa formant núvols. La calor latent de la condensació de l'aigua amplifica la convecció, produint fenòmens com el vent, depressions atmosfèriques i anticiclons.
 L'energia solar absorbida pels oceans i masses terrestres manté la superfície a 14 °C. Per a la fotosíntesi de les plantes verdes l'energia solar es converteix en energia química, que produeix aliment, fusta i biomassa, de la qual deriven també els combustibles fòssils.
| Flux Solar Anual i Consum d'energia humà |              |
| ---------------------------------------- | ------------ |
| Solar                                    | 3.850.000 EJ |
| Energia eòlica                           | 2.250 EJ     |
| Biomassa                                 | 3.000 EJ     |
| Ús energia primari (2005)                | 487 EJ       |
| Electricitat (2005)                      | 56,7 EJ      |

S'estima que l'energia total que absorbeixen l'atmosfera, els oceans i els continents pot ser de 3.850.000 exajoules per any. En 2002, aquesta energia en una hora equivalia al consum global mundial d'energia durant un any. La fotosíntesi captura aproximadament 3.000 EJ per any en biomassa, la qual cosa representa només el 0,08 % de l'energia rebuda per la Terra. La quantitat d'energia solar rebuda anual és tan vasta que equival aproximadament al doble de tota l'energia produïda mai per altres fonts d'energia no renovable com són el petroli, el carbó, el urani i el gas natural.

## Desenvolupament de l'energia solar

### Albors de la tecnologia solar
El desenvolupament primerenc de les tecnologies solars, començant en la dècada de 1860 va estar motivat per l'expectació que el carbó aviat escassejaria. No obstant això, el desenvolupament de l'energia solar es va estancar al començament del segle XX a causa de la cada vegada major disponibilitat i economia d'escala de fonts no renovables com el carbó i el petroli. En 1974, s'estimava que tan sols sis cases privades en tota Amèrica del Nord eren alimentades mitjançant sistemes solars. No obstant això, la crisi del petroli de 1973 i la crisi de 1979 van provocar un canvi important de la política energètica al voltant del món i va posar de nou el focus d'atenció a les incipients tecnologies solars. Es van desenvolupar les primeres estratègies de desenvolupament, centrades en programes d'incentius com el Federal Photovoltaic Utilization Program en Estats Units i el Sunshine Program en Japó. Altres esforços van ser la creació d'organitzacions d'investigació als Estats Units (NREL), Japó (NEDO) i Alemanya (Fraunhofer-ISE). Entre 1970 i 1983, les instal·lacions de sistemes fotovoltaics van créixer ràpidament, però la caiguda del preu del petroli en la dècada de 1980 van moderar el creixement de l'energia solar entre 1984 i 1996.

### Des de 1998 fins a l'actualitat
A mitjan dècada de 1990, va començar a accelerar-se el desenvolupament de l'energia fotovoltaica sobre teulades, tant residencials com a comercials, així com les plantes de connexió a xarxa, a causa de la creixent preocupació pel subministrament de petroli i gas natural, el protocol de Kyoto i la preocupació pel canvi climàtic, així com a la millora en la competitivitat dels costos de l'energia fotovoltaica enfront d'altres fonts d'energia. Al començament del segle xxi, es van adoptar mecanismes de subvenció i polítiques de suport a les energies renovables, que donaven a aquestes prioritat d'accés a la xarxa, van desenvolupar exponencialment l'energia fotovoltaica, primer a Europa i després a la resta del món. L'energia solar termoelèctrica (CSP), no obstant això, encara que també ha progressat en les últimes dècades, roman una petita fracció de la contribució global de l'energia solar al proveïment energètic.

## Tecnologia i usos de l'energia solar
Classificació per tecnologies i el seu corresponent ús més general:
- Energia solar activa: per a ús de baixa temperatura (entre 35 °C i 60 °C), s'utilitza en cases; de mitja temperatura, aconsegueix els 300 °C; i d'alta temperatura, arriba a aconseguir els 2.000 °C. Aquesta última, s'aconsegueix en incidir els rajos solars en miralls, que van dirigits a un reflector que porta als rajos a un punt concret. També pot ser per centrals de torre i per miralls parabòlics.
- Energia solar passiva: Aprofita la calor del sol sense necessitat de mecanismes o sistemes mecànics.
- Energia solar tèrmica: És usada per produir aigua calenta de baixa temperatura per a ús sanitari i calefacció.
- Energia solar fotovoltaica: És usada per produir electricitat mitjançant plaques de semiconductors que s'alteren amb la radiació solar.
- Energia termosolar de concentració: És usada per produir electricitat amb un cicle termodinàmic convencional a partir d'un fluid escalfat a alta temperatura (oli tèrmic).
- Energia solar híbrida: Combina l'energia solar amb una altra energia. Segons l'energia amb la qual es combini és una hibridació:
  - Renovable: biomassa, energia eòlica.[22]
  - No renovable: Combustible fòssil.
- Energia eòlic solar: Funciona amb l'aire escalfat pel sol, que puja per una xemeneia on estan els generadors.

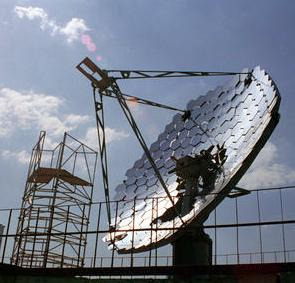
Un disc solar parabòlic que concentra la radiació solar sobre un element calefactor d'un motor Stirling. Tota la unitat actua com un seguidor solar.
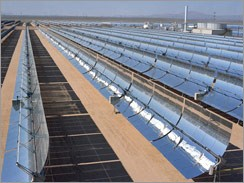
Miralls cilindre-parabòlics utilitzats en una central tèrmica solar situada en Estats Units.
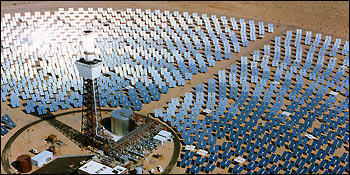
La central solar de torre central del "Solar Two", pertanyent a El Projecte Solar.
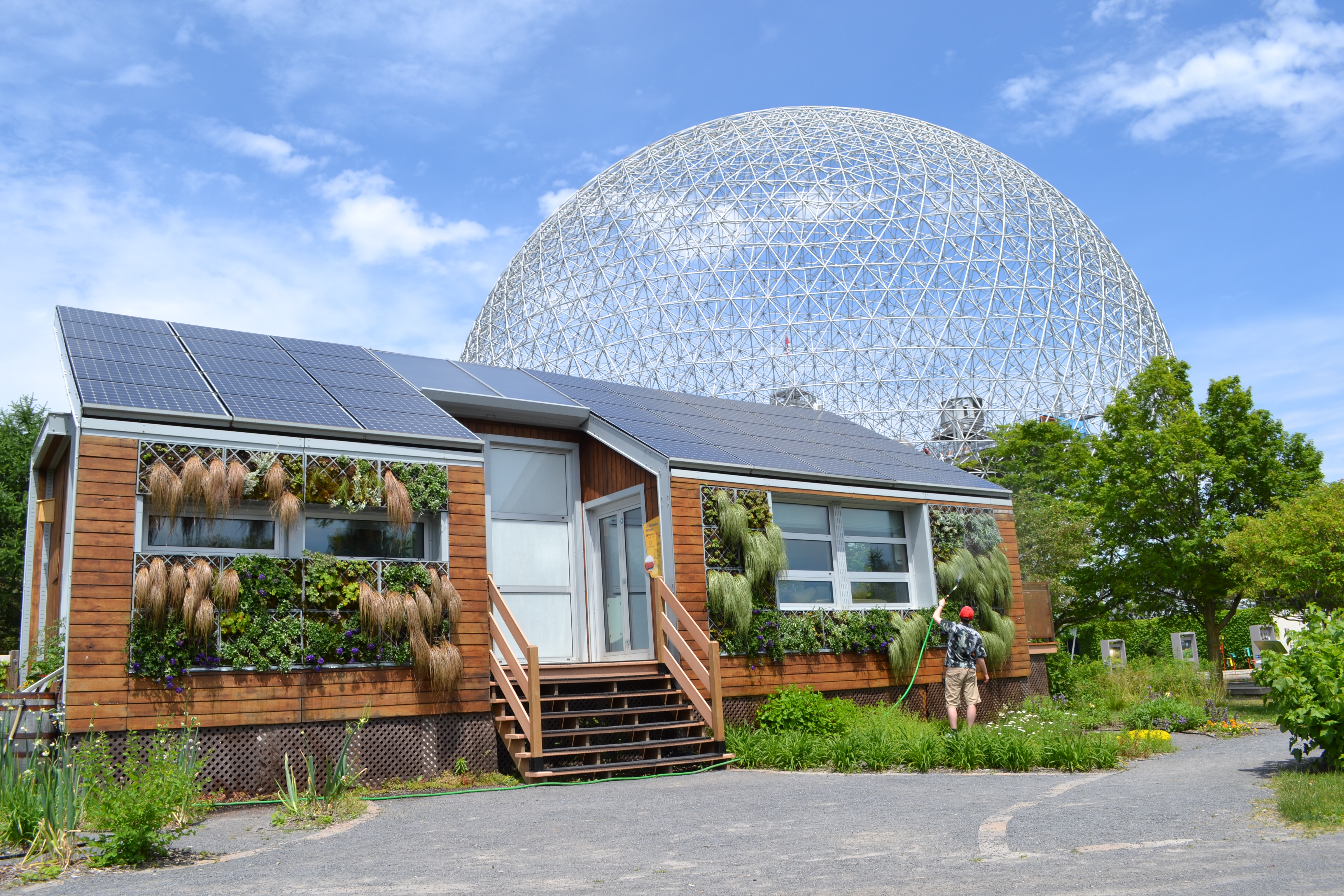
Casa solar ecològica, situada en l'illa de Santa Helena (Mont-real, Canadà), dissenyada en el marc de la competició internacional Solar Decathlon.
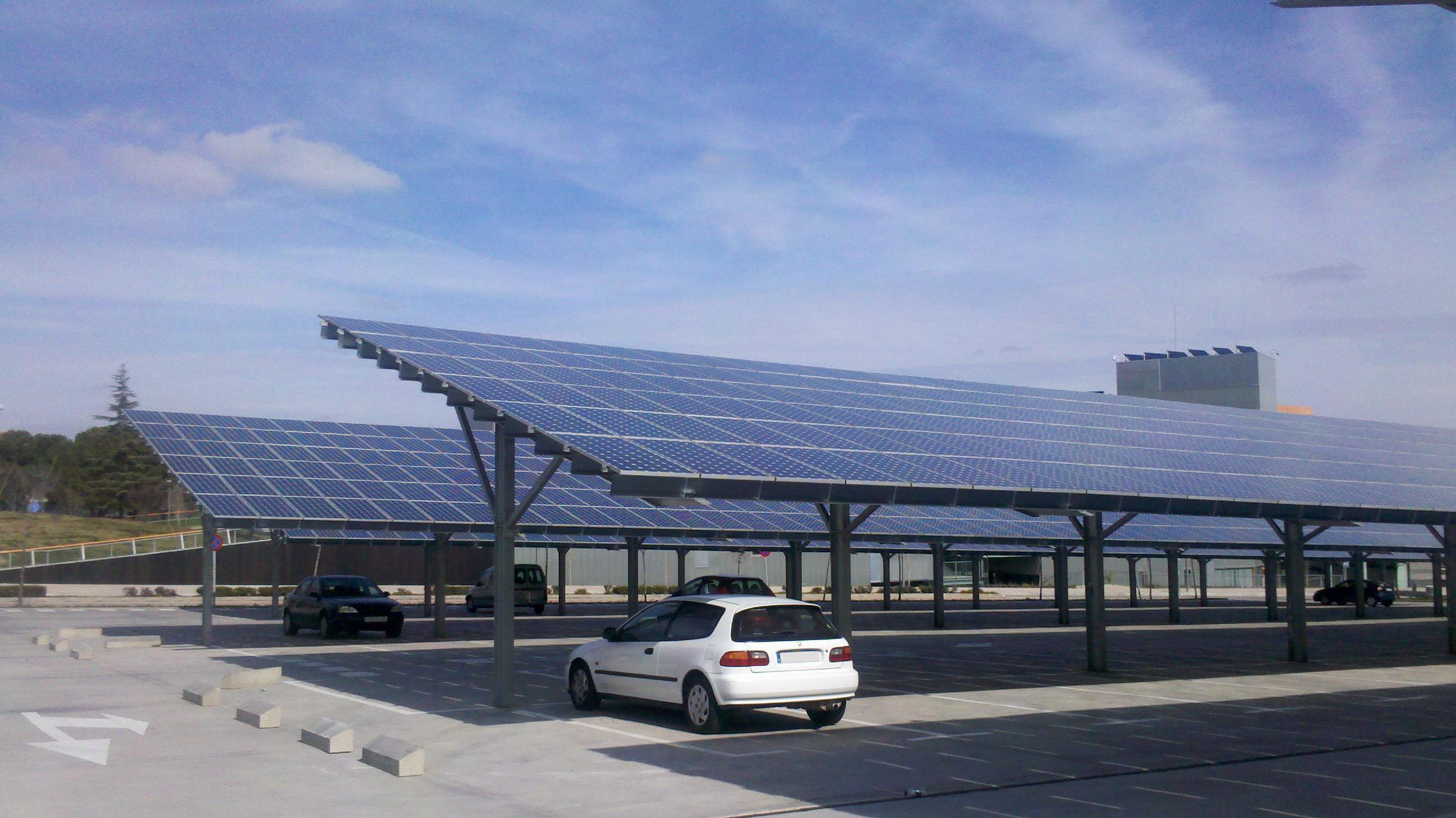
Marquesina fotovoltaica situada en l'aparcament de la Universitat Autònoma de Madrid (Madrid, Espanya).
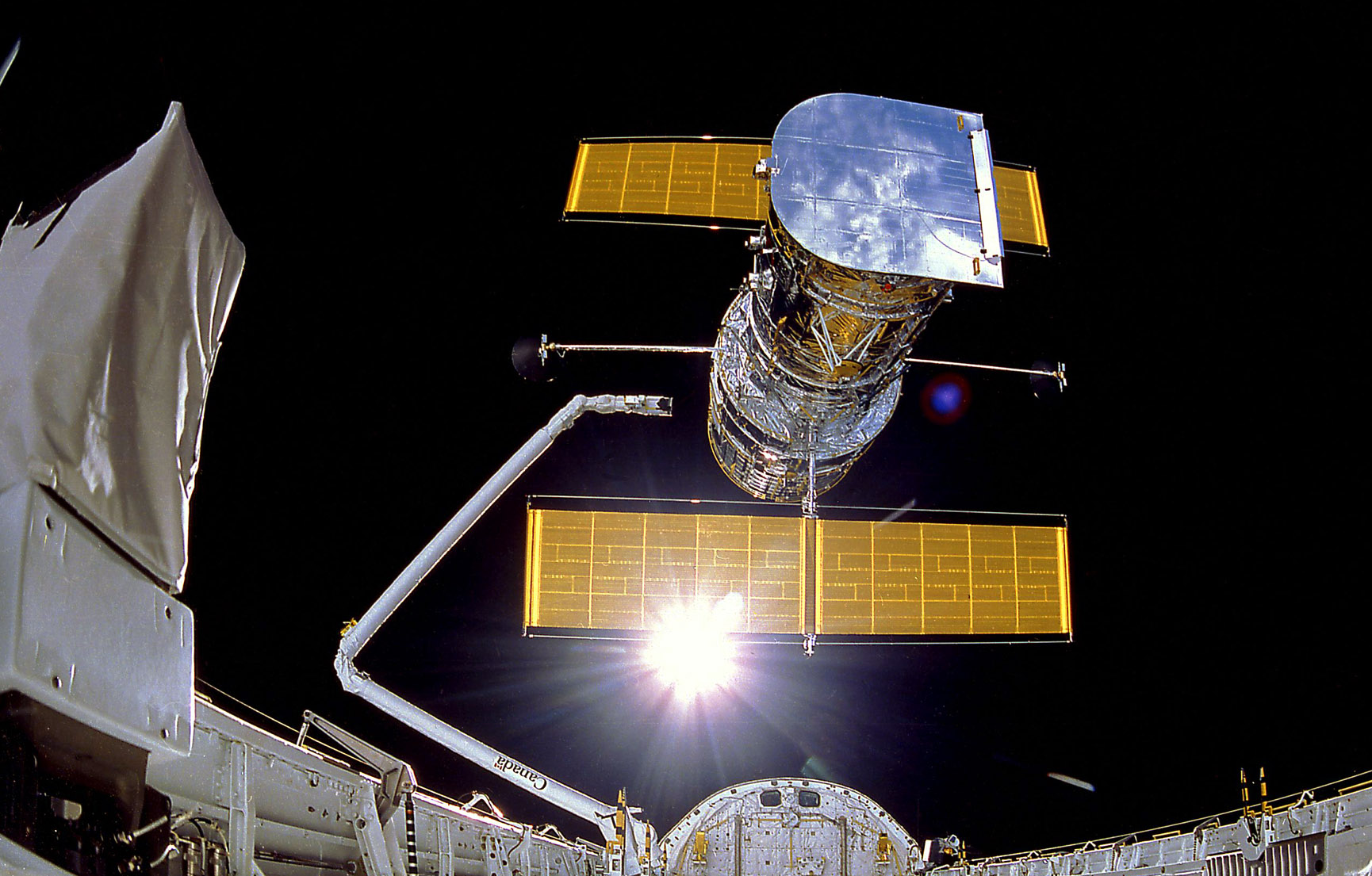
El telescopi espacial Hubble, equipat amb panells solars, és posat en òrbita des de la badia de càrrega del transbordador Discovery en 1990.
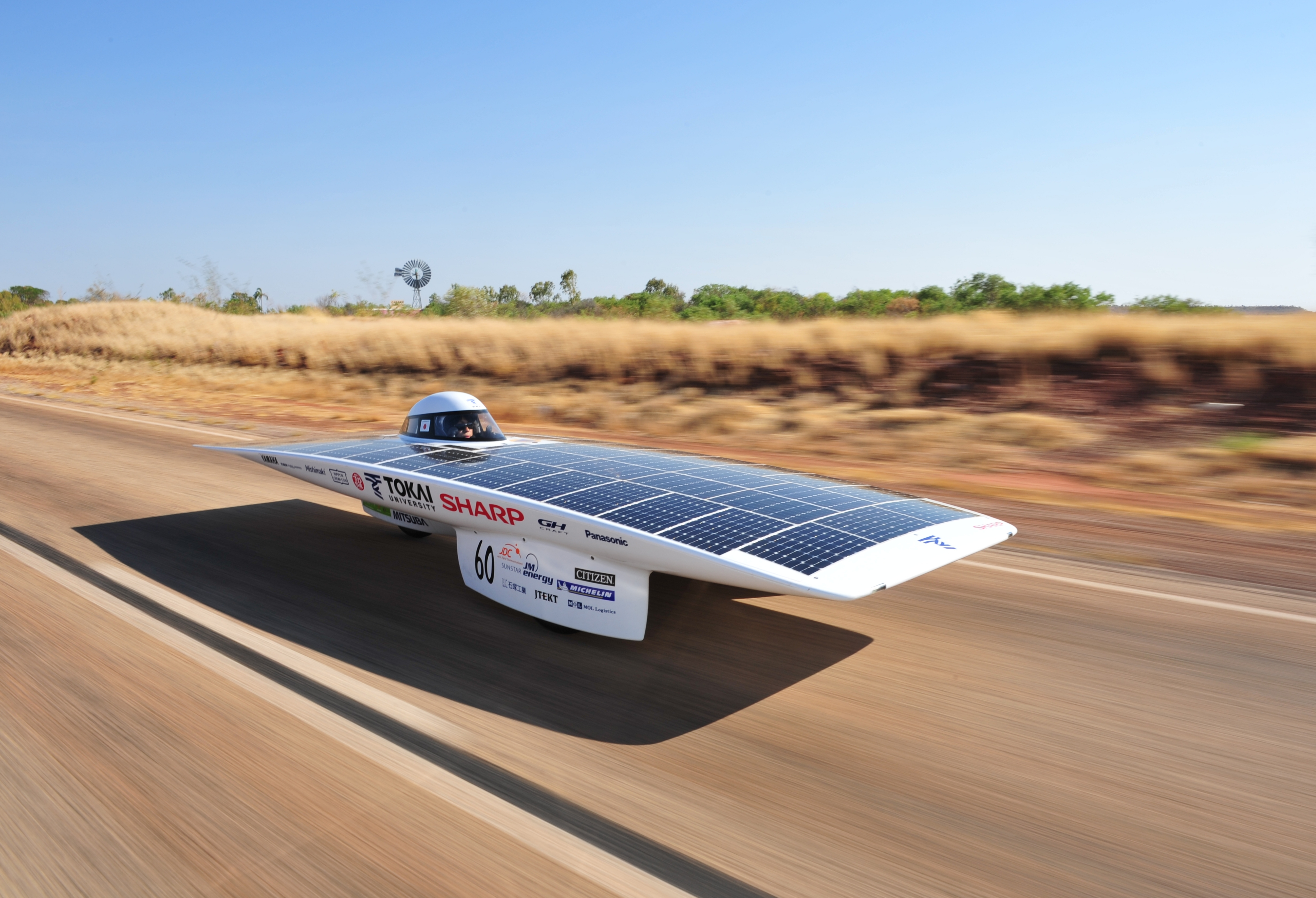
El guanyador de l'edició 2009 del Global Green Challenge, el "Tokai Challenger", del Solar Car Team de la Universitat de Tokai (Japó).
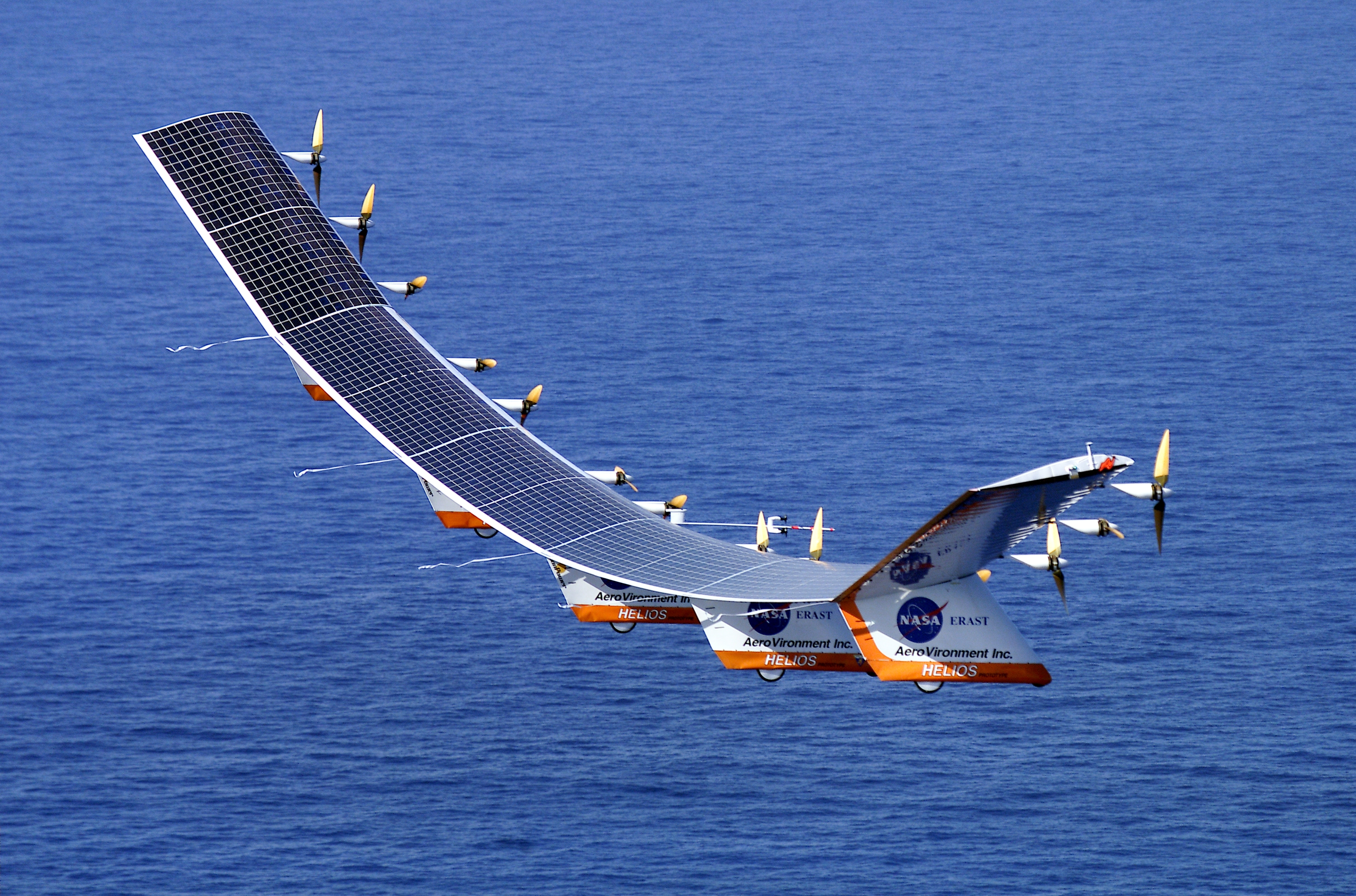
L'Helis, prototip d'avió solar no tripulat desenvolupat per la NASA, en vol.
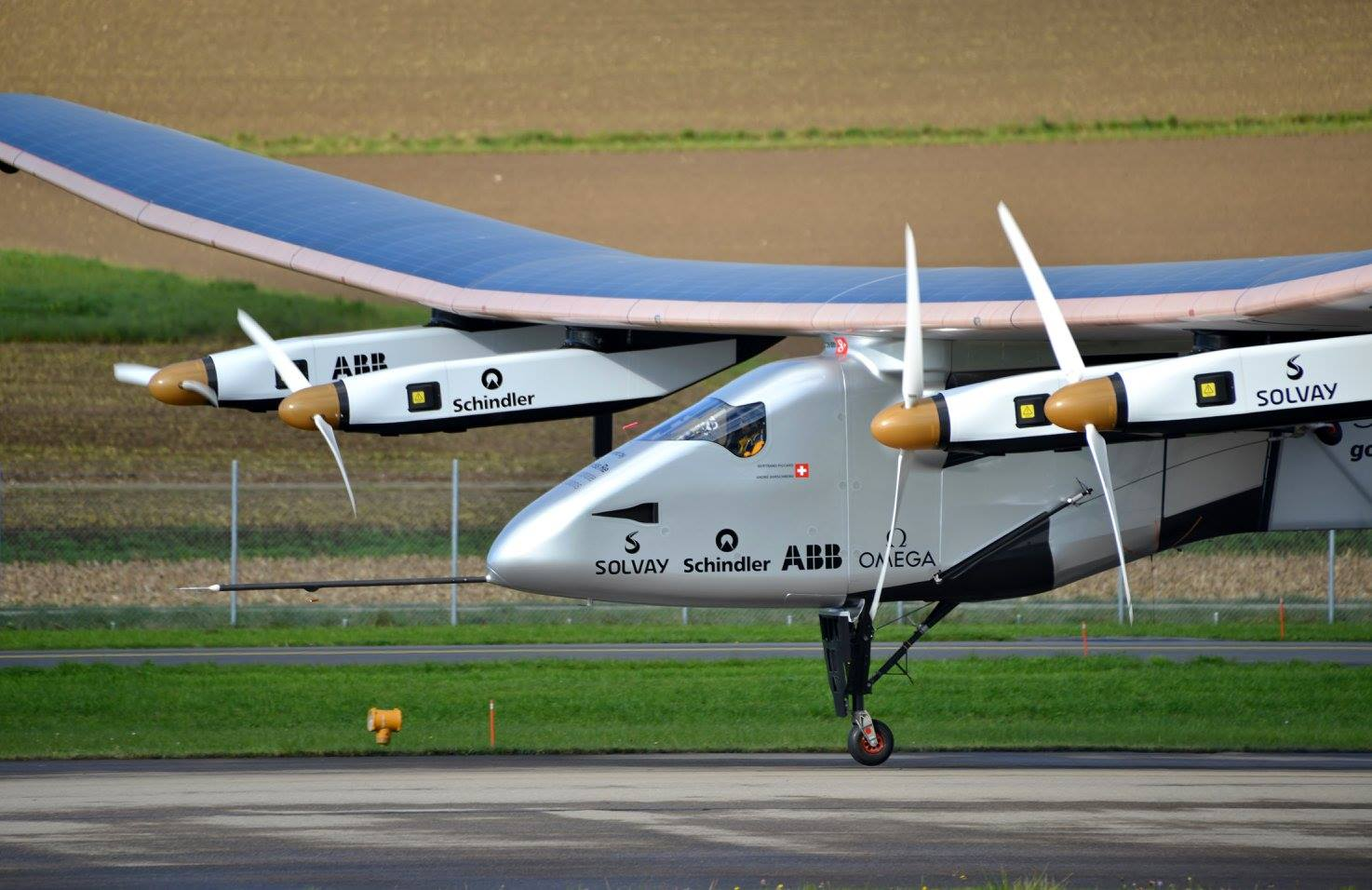
L'avió solar tripulat Solar Impulse, preparat per a l'enlairament.